# Helly Hansen
Helly Hansen AS ist ein norwegischer Hersteller von Arbeits-, Schlechtwetter- und Seglerbekleidung. Der Unternehmensname geht auf den Gründer Helly Juell Hansen zurück, der das Unternehmen 1877 unter dem Namen Helly J. Hansens Oljeklædefabrik gründete, um Ölzeug (ursprünglich aus Leinöl-getränktem Leinen) für Seeleute herzustellen.
Ab den 1920er Jahren verwendete das Unternehmen synthetische Gewebe, später hauptsächlich solche aus PVC. Mit dem Aufschwung der Erdölförderung in der Nordsee in den 1970er Jahren entwickelte das Unternehmen hochwertige Arbeits- und Überlebenskleidung. Seitdem hat das Unternehmen auch im Markt für Outdoor- und Sportbekleidung Fuß fassen können.
Das Unternehmen wurde 1997 von der Investmentgesellschaft Investcorp aus Bahrain aufgekauft und 2006 an Altor Equity Partners verkauft. 2012 übernahm Ontario Teachers' Pension Plan die Mehrheit an dem Unternehmen.
2018 erwarb das kanadische Einzelhandelsunternehmen Canadian Tire den Bekleidungshersteller.
Im Februar 2025 wurde das Unternehmen für 1.3 Milliarden US-Dollar an das US-amerikanische Unternehmen Kontoor Brands verkauft.